# Diphasia robusta
Diphasia robusta is een hydroïdpoliep uit de familie Sertulariidae. De poliep komt uit het geslacht Diphasia. Diphasia robusta werd in 1943 voor het eerst wetenschappelijk beschreven door Fraser. 